# Aberdeen Art Gallery
Aberdeen Art Gallery er et kunstmuseum i Aberdeen, Skotland. Det blev grundlagt i 1884 i en bygning designet af Alexander Marshall Mackenzie, og der blev tilføjet en skulptur i hovedhallen in 1905. I 1900 modtog det den lokale granitkøbmand Alexander Macdonalds kunstsamling.
Det er det primære kunstgalleri i Aberdeen, og det er kendt for sin fine samling af moderne skotsk og international kunst, der inkluderer værker af Ken Currie, Gilbert & George, Ivor Abrahams, Bridget Riley og Bruce McLean.

## Samling
- Alexandre-Gabriel Decamps (1803-1860) - The Watering Place
- Gustave Courbet (1819-1877) - The Stream
- Henri Fantin-Latour (1836-1904) - Dahlias
- Stanislas Lépine (1835-1892) - The Shepherdess
- Jules Adolphe Aimé Louis Breton (1827-1906) - The Gleaner
- Alfred Sisley (1839-1899) - Les bords du Loing, France
- Théodore Rousseau (1812-1867) - Un marais dans les Landes, France